# نیکداری سرزمین
نیکداری سرزمین (به انگلیسی: Land stewardship)، معنای مختلفی در سراسر جهان دارد، اما موضوع مشترک اساسی مراقبت از یک قطعه زمین بدون توجه به مالکیت آن است با در نظر گرفتن ابعاد بوم‌شناختی، اقتصادی، اجتماعی و فرهنگی.